# 1916 en Lorraine
Chronologie de la Lorraine
- 1912
- 1913
- 1914
- 1915
- 1916
- 1917
- 1918
- 1919
- 1920

Cette page est une liste d'événements qui se sont produits durant l'année 1916 en Lorraine.

## Événements

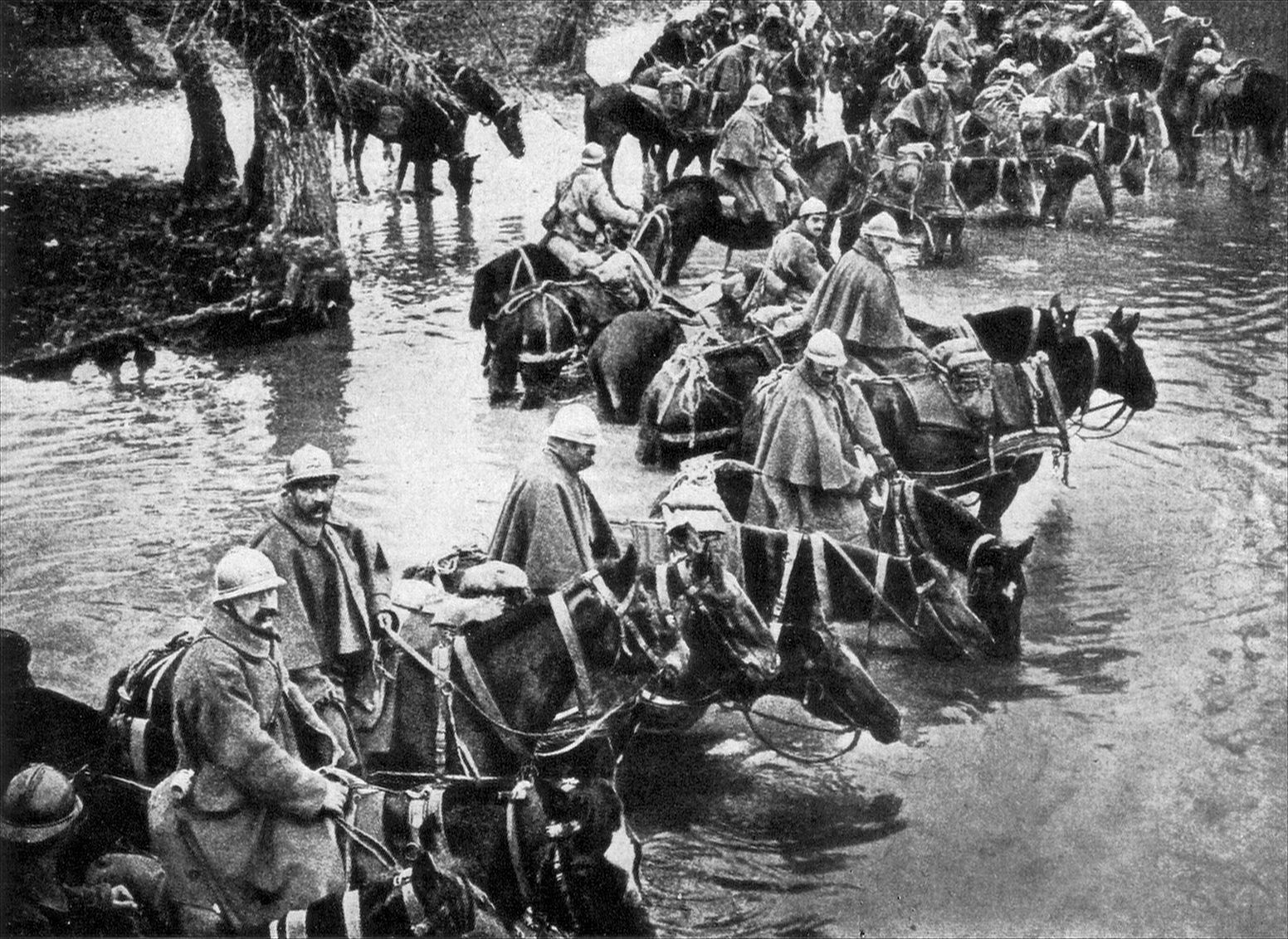
Troupes françaises traversant une rivière pendant la bataille de Verdun.

- Durant la première guerre mondiale, la Lorraine est touchée dans sa chair par les combats. Le sol de la région voit alors s’affronter des soldats lorrains, sous des uniformes français ou allemands : le 145e régiment d'infanterie du roi (6e Lorrain) du 16e corps d'armée allemand notamment participe à ces combats fratricides dans la Meuse.
- Pour permettre le maintien de l'activité pendant la guerre, des femmes et des invalides sont embauchés à la Mine du Val de Fer de Neuves-Maisons pour effectuer du travail de surface (culbutage des wagons, casse et charge de la castine, travail à l'atelier, réparation des voies de roulages, …).
- Tournage à Saint-Mihiel d'Intolérance de D. W. Griffith[1]

### Janvier
- 1er janvier : les Allemands commencent à bombarder Nancy pour terroriser les habitants. Ils utilisent un canon à longue portée : le "Gros Max" [2]

### Février
- 21 février : 

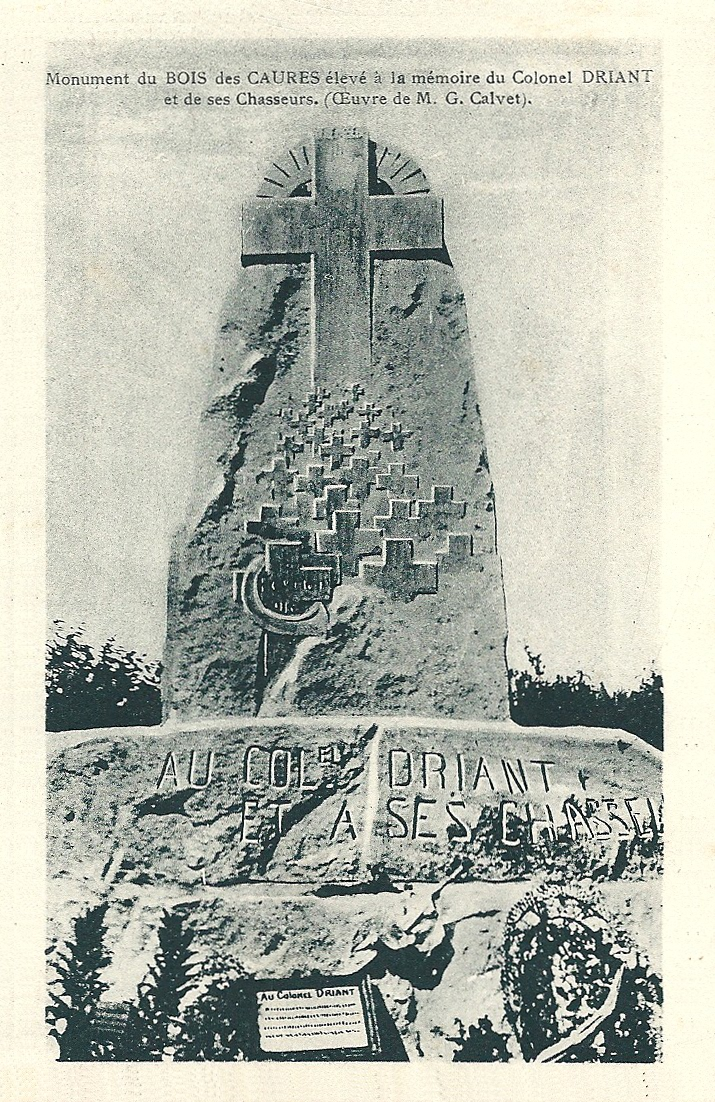
Monument à Émile Driant et son bataillon, au Bois des Caures, Flabas.

  - une attaque énergique oblige les troupes françaises à se replier à l'est de Verdun ;
  - affrontement au Bois des Caures[3]. Début de la bataille de Verdun (fin le 18 décembre)[4]. L’artillerie allemande pilonne les positions françaises sur un front de 12 km. Plus de 300 000 morts, environ 163 000 Français et 140 000 Allemands[5]. En février 1916, le bois est traversé par la ligne de front. Cette partie du front mal protégée est défendue par les bataillons de chasseurs du lieutenant-colonel Driant. Le 21 février 1916, au premier jour de la bataille de Verdun, le bois est détruit par une des plus impressionnantes préparations d'artillerie, les survivants des deux bataillons ont tenu tête pendant presque deux jours aux troupes allemandes en surnombre avant d'être détruits ou capturés. Cette résistance a permis de limiter la progression allemande et de permettre l'acheminement des renforts pour colmater le front.
  - en renfort dans le secteur de Verdun, le 146e régiment d'infanterie se bat sur la côte du poivre et repousse toutes les attaques (une citation à l'ordre de la division et une deuxième à l'ordre de l'armée).

« Lundi 21 février 1916, vers 7h. Un obus de 380 mm explose dans la cour du palais épiscopal. Puis un deuxième, dix, cent, mille sur les forts et les tranchées aux alentours.... »

- 25 février, Verdun : prise du fort de Douaumont par les Allemands[3].

### Avril
- 5 avril : attaque du plateau de la Caillette (Bataille de Verdun)[7].
- 9 avril : échec de l’offensive générale allemande sur le front de Verdun[3].
- 30 avril : Pétain, nommé commandant de l'armée du Centre, laisse la direction de la bataille de Verdun à Nivelle[3].

### Juin

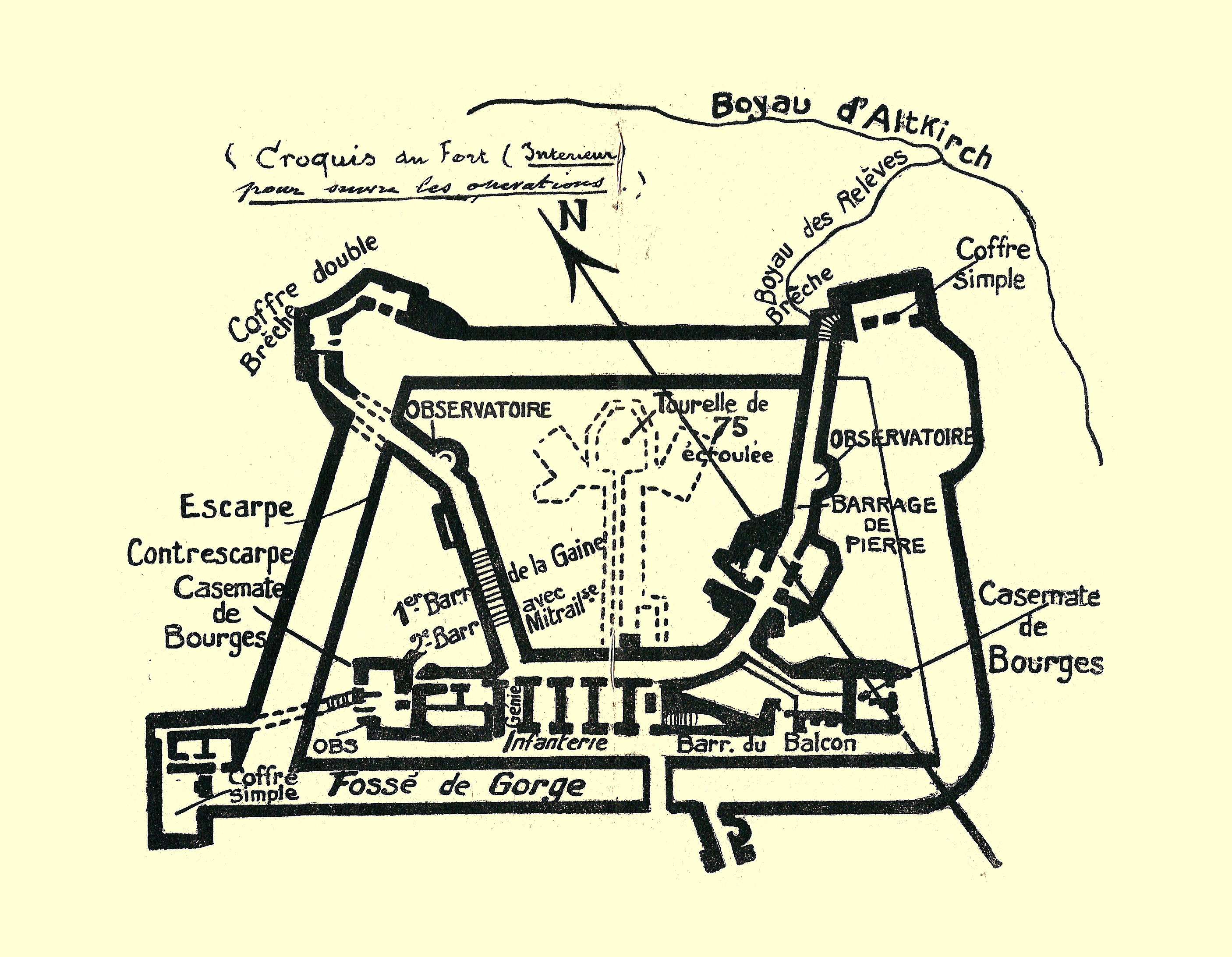
Plan du fort dressé par le commandant Raynal

- 8-9 juin : offensive allemande à Verdun. Chute du fort de Vaux puis le lendemain de Thiaumont ; Fleury-devant-Douaumont tombe le 23 juin[3].
- 23 juin, Verdun : les Allemands atteignent les abords de Froideterre[3].

### Juillet

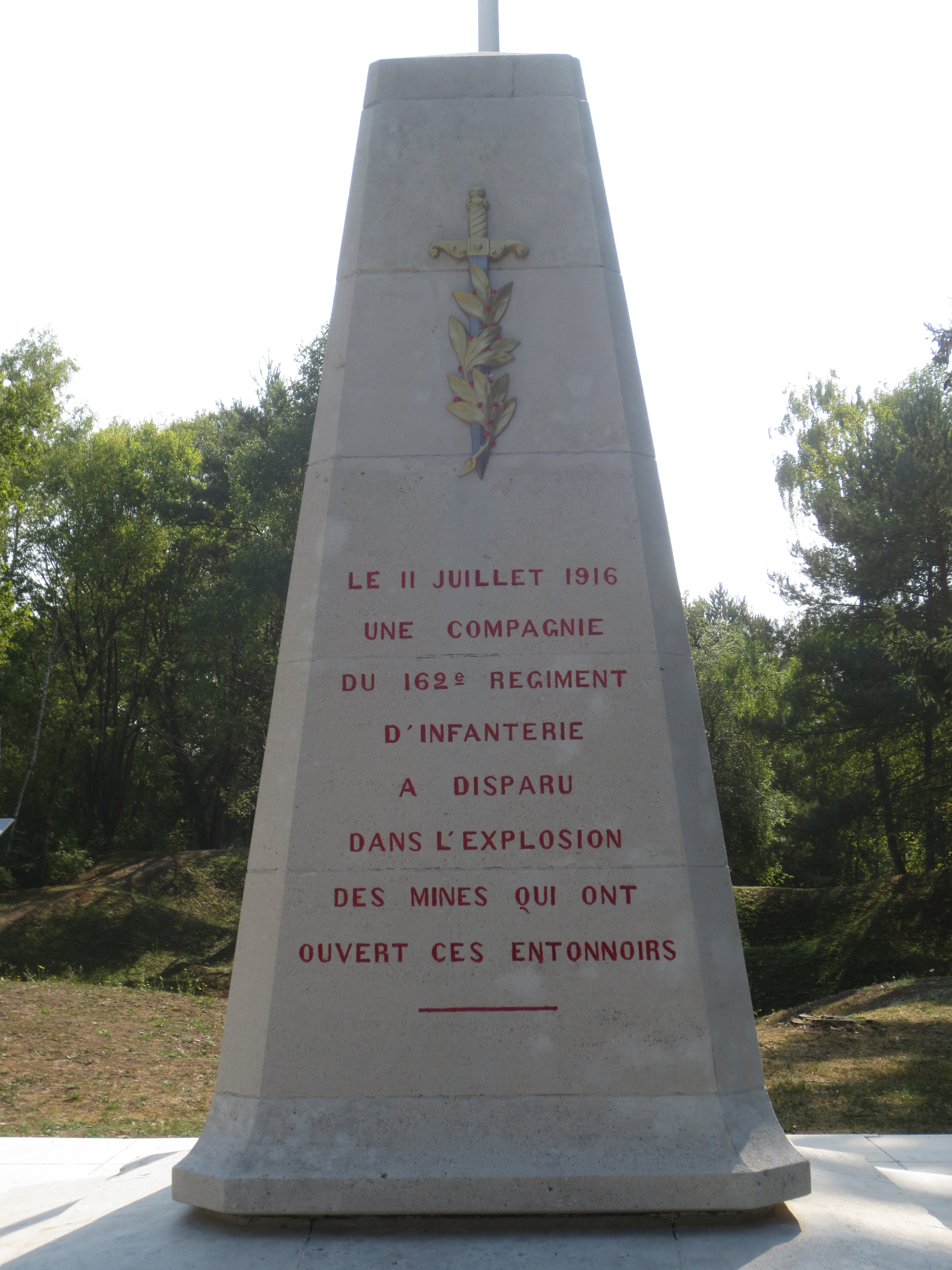
Les entonnoirs de Leintrey - La face avant du monument

- 11 juillet à Leintrey, une compagnie du 162e régiment d'infanterie disparait dans l'explosion de mines[8].
- 11 juillet : Erich von Falkenhayn lance sa dernière offensive à Verdun, à la suite de son échec, il sera remplacé par Paul von Hindenburg[6].

### Septembre
- 12 septembre : Verdun est décorée de la Légion d'honneur : « Depuis le 21 février dernier, la ville de Verdun, dans sa farouche résolution de maintenir son territoire inviolé, oppose à l'armée de l'envahisseur une résistance qui fait l'admiration du monde. Le merveilleux héroïsme de ses défenseurs, uni à la fermeté d'âme de sa population, a rendu illustre à jamais le nom de cette vaillante cité. Il est du devoir du Gouvernement de la République de proclamer que la ville de Verdun a bien mérité de la patrie. »
- 13 septembre : le général Joffre, qui a toujours un œil sur Verdun demande à Pétain et à Nivelle, de préparer sur la rive droite la reprise des forts de Vaux et de Douaumont[9]..

### Octobre
- 24 octobre : début de l'offensive française groupement Mangin qui va permettre de rétablir une ligne de défense sur la ceinture de forts entourant Verdun. Reprise du fort de Douaumont le 24 octobre, du Fort de Vaux le 6 novembre[3].
- 25 octobre à Petit-Monthairon : Édouard Touraine, né le 26 janvier 1883 à Paris 9e, artiste peintre et illustrateur français.

### Novembre
- 2 novembre : les allemands quittent le Fort de Vaux[6].

### Décembre
- 18 décembre : fin de la bataille de Verdun. Les Allemands sont repoussés par les troupes françaises.

## Inscriptions ou classements aux titre des monuments historiques
- En Meurthe-et-Moselle : Chapelle de la Visitation de Nancy[10]

## Naissances

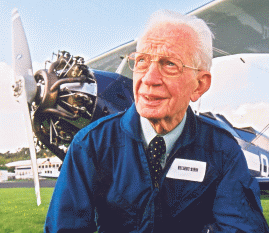
Helmut Sinn

- 5 janvier à Malzéville : Romain Simon, auteur et illustrateur de livres pour la jeunesse mort le 4 avril 2007 à Salon-de-Provence.
- 14 février, à Toul [11]: Marcel Bigeard, mort à Toul le 18 juin 2010, militaire et homme politique français. Il a la singularité d’avoir été appelé sous les drapeaux comme homme du rang, 2e classe, en 1936 et d’avoir terminé sa carrière militaire en 1976 comme officier général à quatre étoiles (général de corps d’armée).
- 24 mars  à Saint-Avold : Jean Delrez,  décédé le 8 mars 1999 à Thionville, est un homme politique français.
- 14 mai à Remiremont : Georges Jeanperrin, décédé le 6 janvier 2003 à Tours, militaire et résistant français, Compagnon de la Libération. Jeune officier Saint-cyrien affecté en Afrique au début de la seconde guerre mondiale, il décide de se rallier à la France libre en 1940 et participe aux combats en Afrique, au Proche-Orient, en Italie et en France. Après le conflit, il poursuit sa carrière militaire et combat en Indochine et en Algérie.
- 26 mai à Nancy : Jean Simonin, mort le 6 novembre 1993 à Verrières-le-Buisson, homme politique français dont la carrière s’est construite à partir de ses mandats d’élu local à Verrières-le-Buisson dans le département français de l’Essonne. Membre du Rassemblement pour la République, il était maire de Verrières-le-Buisson, conseiller général du canton de Bièvres, président du conseil général de l'Essonne et sénateur de l’Essonne.
- 30 mai à Saint-Maurice-sur-Moselle : Jacques Georges, mort le 25 février 2004 dans le même village, sportif et responsable du football français.
- 3 juin à Remiremont : André Wogenscky, mort le 5 août 2004 à Saint-Rémy-lès-Chevreuse (Yvelines), architecte français, disciple de Le Corbusier.
- 13 juillet à Thaon-les-Vosges : Marcel Hoffer, mort le 23 juillet 1979[12] à Épinal, homme politique français.
- 2 août à Metz : Camille Hilaire, mort le 7 juin 2004 à Fourges[13] peintre, lithographe, vitrailliste, tapissier et mosaïste français.
- 15 août à Bains-les-Bains : François Michel (1916-2004), musicien et musicologue français. Il est l'auteur d'une encyclopédie de la musique qui fait toujours référence, a dirigé une revue littéraire, un atlas historique, et publié un livre de Mémoires qui s'arrête à 1951.
- 3 septembre à Metz : Helmut Sinn, pilote et un entrepreneur allemand.
- 15 novembre à Auboué : Jean Bertrand, mort le 2 octobre 1983,  homme politique français.
- 19 novembre à Charmes : Marcel Martin, mort le 31 mai 2009 à Charmes, est un homme politique français.
- 23 novembre à Montigny-les-Metz en Lorraine : Oskar Denger[14], auteur allemand[15].
- 10 décembre au Val-d'Ajol : Georges Kempf, mort le 24 mars 2013 à Ingwiller (Bas-Rhin), est un pasteur, écrivain et rédacteur de presse religieuse français[16].

## Décès

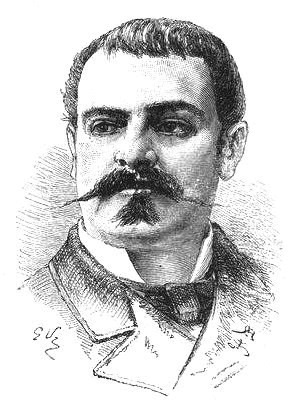
Jules-Dominique Antoine

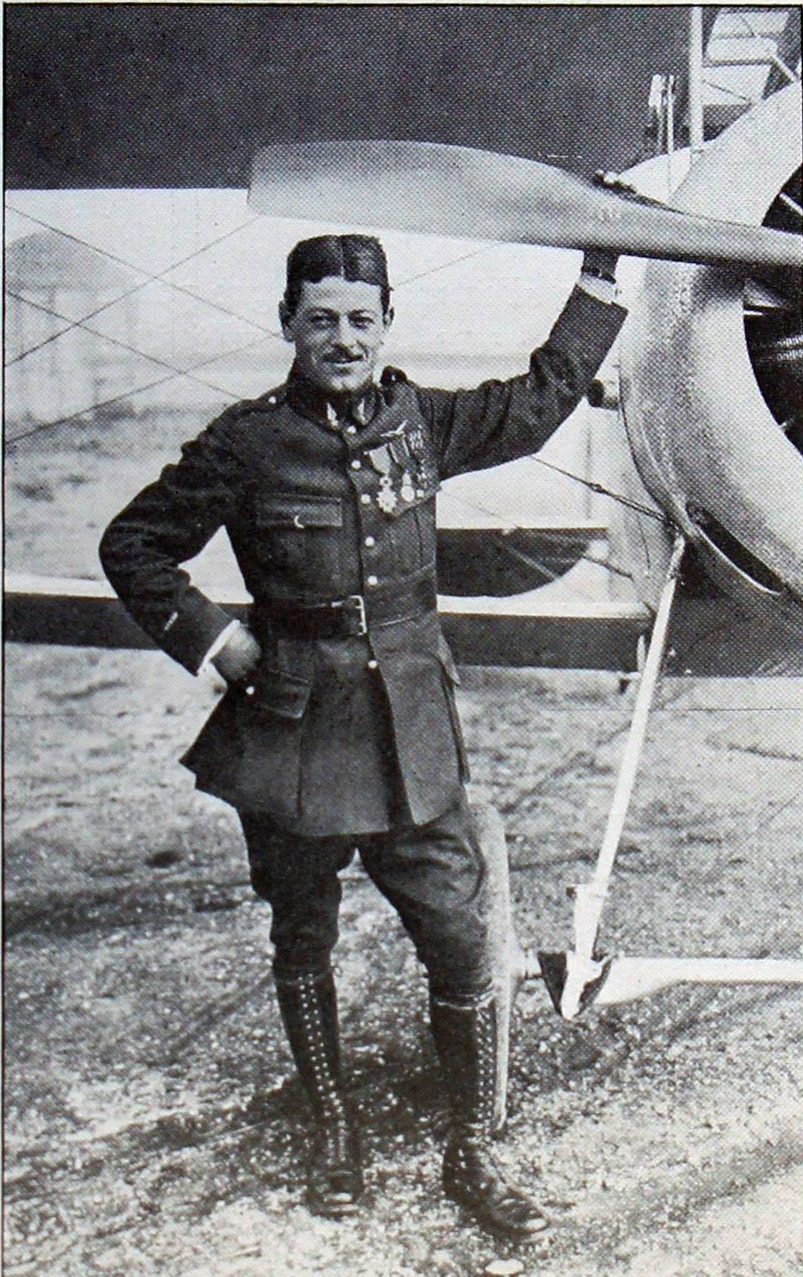
Maxime Lenoir

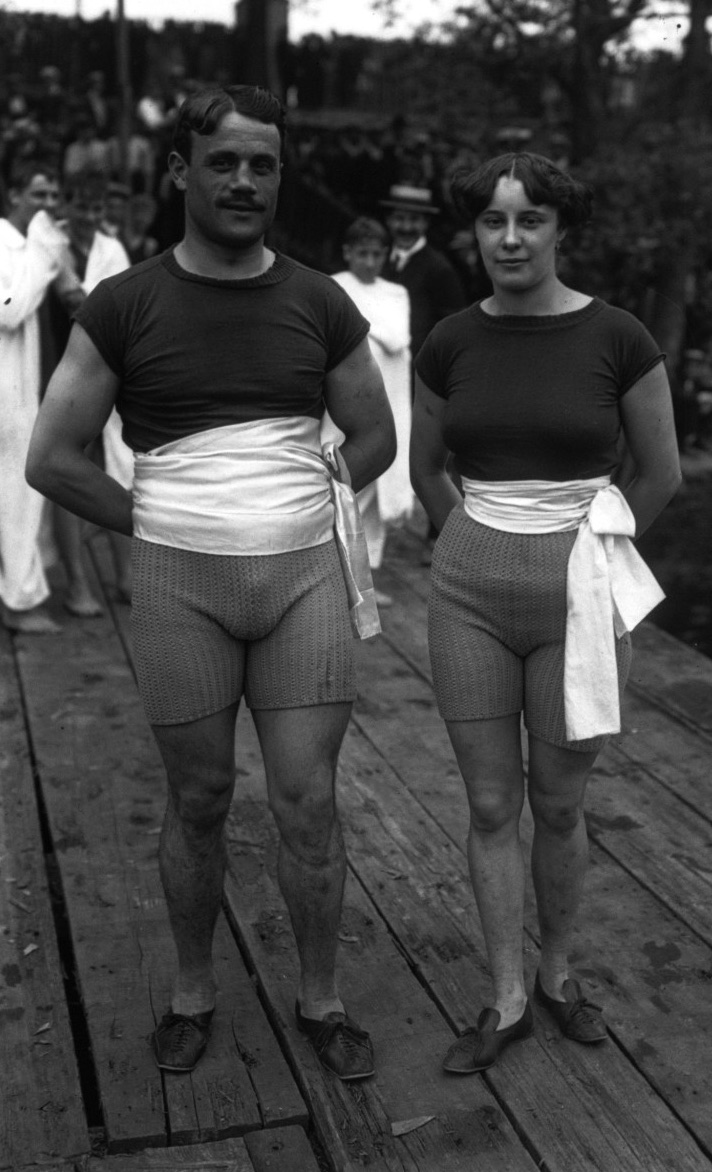
Théodore Peyrusson (à gauche) et Mme Garnier (à droite) au Meeting international de L'Auto au Pont de Puteaux le 16 août 1909

- à Nancy : Jules-Dominique Antoine (1845-1916), médecin-vétérinaire de formation, député lorrain protestataire au Reichstag.

### Février
- 2 février à Beaumont-en-Verdunois : Émile, Augustin, Cyprien Driant (Neufchâtel-sur-Aisne, 11 septembre 1855 – 22 février 1916), officier de carrière français. Gendre du général Boulanger, « Jules Verne militaire[17] » sous le pseudonyme de Danrit ou capitaine Danrit, député de Nancy, il reprend le service au début de la Première Guerre mondiale. Il meurt à Verdun à la tête des 56e et 59e bataillons de chasseurs, en février 1916.
- 22 février à Vacherauville (Meuse) : Jules Aristide Jenicot[18], dit Albert Jenicot, né le 15 février 1885 à Lille (Nord), footballeur international français.
- 23 février à Bois de Ville (Meuse) : Charles Louis Facq, né le 15 mai 1888 à Phalempin (Nord), soldat au 310e régiment d'Infanterie.
- 27 février près de Vauquois : Henri Ruellan, né le 17 octobre 1892, brigadier au 7e régiment d'artillerie, mort pour la France[19], un des frères Ruellan.
- 28 février à Douaumont : Lucien Rolmer (pseudonyme de Louis Jean Marie Ignace Roux), né le 31 juillet 1880 à Marseille et mort pour la France, romancier, poète et journaliste français.

### Mars
- 4 mars à Braquis, près de Verdun : Franz Marc, né le 8 février 1880 à Munich, un des principaux représentants de l'expressionnisme allemand. Peintre animalier, graveur, pastelliste, aquarelliste, lithographe, écrivain, il fait partie du groupe Der Blaue Reiter.
- 5 mars, mort pour la France à Verdun : Théodore Henri Peyrusson, né le 8 juillet 1884 à Montrouge[20], champion de natation français, recordman du monde de plongeon.
- 10 mars, mort au champ d'honneur à Marre Cumières-le-Mort-Homme (Meuse) : André Thome, homme politique français né le 24 octobre 1879 à Paris.
- 22 mars à l'ambulance 235, unité médicale installée à Chaumont-sur-Aire dans la Meuse : Jean Bourhis, né le 22 juillet 1888 à Bannalec dans le Finistère, pionnier de l'aviation et du parachutisme français, héros de la Première Guerre mondiale.
- 30 mars à Dugny-sur-Meuse : Pol de Czernichowski, né le 11 mars 1876 à Paris, artiste peintre français.

### Avril
- 8 avril au Fort de Vaux : André Pradels, né à Paris le 26 juillet 1878, compositeur français.
- 10 avril à Châtillon-sous-les-Côtes : Victor Bernicha, joueur français de rugby à XV, né le 1er octobre 1887 à Artagnan[21],[22].
- 11 avril à Maucourt-sur-Orne : André Bobba, né le 9 février 1893 à Paris (Seine) et mort pour la France, aviateur français.

### Mai
- 5 mai à Esnes-en-Argonne : Maurice Raoul-Duval, né le 27 avril 1866 à Saint-Germain-de-la-Grange (Seine-et-Oise)[23], joueur de polo français.
- 7 mai à Dugny-sur-Meuse : Joseph François Girot (dit Révérend Père dom Luc Girot), peintre français né le 25 août 1873, rue du Faubourg Tres Cloître à Grenoble.
- 19 mai près de Vadelaincourt : Georges Boillot, né le 3 août 1884 à Valentigney (Doubs) , pilote automobile et pilote d'avion français.

### Juin
- 1 juin près de Château-Bréhain : André Charles Fernet, né le 24 août 1886[24] à Pierrefonds, mort pour la France [25] au cours d'un combat aérien, écrivain et lieutenant aviateur français, pilote à l'escadrille C.42.
- 8 juin à Verdun : 
  - Jules Hedeman, né à Almelo le 22 octobre 1869,  journaliste français.
  - Georges Garing, né à Paris le 22 avril 1884, céramiste français.

### Août
- 4 août à Verdun : Claude Fournier né le 27 novembre 1880 à Colombier-en-Brionnais[26], sergent de l'armée française lors de la Première Guerre mondiale. Il a disparu lors des combats de Verdun[27].
- 18 août à Vadelaincourt (Meuse) : Marcel-Georges Brindejonc des Moulinais, né le 8 février 1892 au Légué à Plérin (Côtes-du-Nord), aviateur français.

### Septembre
- Septembre à Verdun : Robert Heuzé, homme politique français, né le 1er juin 1873 au Havre.
- 3 septembre à Fleury-devant-Douaumont : Germain Cuzacq, né le 11 juillet 1886 à Geloux[28], militaire français.
- 6 septembre à Fleury-devant-Douaumont : Ernest Jean Aimé (né à Paris le 12 novembre 1858), officier général français. C'est l'un des 42 généraux français morts au combat durant la Première Guerre mondiale.
- 9 septembre à Verdun : Charles Bigot, né le 7 avril 1878 à Toges (Ardennes) et mort au champ d'honneur, peintre français.
- 19 septembre  à Verdun : Pierre Marius L'officier, né le 28 octobre 1872 à Périgueux, dans le manoir de Preyssac[29], officier de marine du 9e régiment d'infanterie coloniale (9e RIC ou 9e RIMa) de l'armée française du Tonkin[30],[31] et cartographe  français.

### Octobre
- 19 octobre à Belleville-sur-Meuse : Joseph de Guanderax, né le 3 février 1888 à Saint-Pé-de-Bigorre, joueur de rugby à XV et un athlète français, spécialiste du 110 m haies.
- 24 octobre, mort pour la France à Douaumont : Isaac Henri Bismuth, né le 20 juin 1889 à Tunis[32], est un sergent de l'armée française.
- 25 octobre, près d'Azannes : Maxime Albert Lenoir, né  le 22 décembre 1888 à Chargé, est un as de l'aviation français de la Première Guerre mondiale, au cours de laquelle il remporte onze victoires aériennes homologuées[33].

### Décembre
- 27 décembre à Nouillonpont : Pierre Violet-Marty, né à Thuir (Pyrénées-Orientales) le 3 octobre 1894[34], adjudant et aviateur français. Il est affecté à l'escadrille 57 (en).  Il est un as de la guerre 14-18 avec 5 victoires homologuées.
- 29 décembre à Chattancourt : Maurice Aimé Léon Émile Delcourt, né le 3 juin 1877 à Paris, peintre, dessinateur et graveur français.
- 30 décembre à Nancy : Jules-Dominique Antoine[35],[36],[37]
- 31 décembre au champ d'honneur, à Louvemont (aujourd'hui Louvemont-Côte-du-Poivre près de Verdun) : Léon Jean Aimé Larribau, joueur international français de rugby à XV, né le 2 mars 1889 à Anglet.